# Stilbomyella gloriosa
Stilbomyella gloriosa är en tvåvingeart som först beskrevs av Walker 1858.  Stilbomyella gloriosa ingår i släktet Stilbomyella och familjen spyflugor. Inga underarter finns listade i Catalogue of Life.